# Меандар
Меандар је појам за реку која кривуда у облику латиничког слова S. Назив је добио по ријеци Меандру у Турској (тур. Büyük Menderes). Меандар може бити и назив за саме окуке кривудаве ријеке. Обично се јавља код равничарских токова а настаје ерозивним дјеловањем воде на земљиште око корита ријеке. Вода се не креће праволинијски већ вртложно и по инерцији. Због овога ерозија дјелује на поједине тачке корита различито. Најслабије је дејство дуж конвексних а најјаче дуж конкавних страна. Вода постепено руши конкавне обале, и временом се добија облик меандра. Изузетак је укљештени меандар. На меандру се разликује врат (најкраћи размак између конкавних обала једног меандра) и дужина - растојање на ријеци од почетка до завршетка врата. За вријеме поплаве вода прелива меандре, па вода потече краћим током. 
Зона унутар које меандарски ток периодично помера свој канал позната је као меандарски појас. Обично се креће од 15 до 18 пута ширине канала. Временом, меандри мигрирају низводно, понекад за тако кратко време да стварају изазове у грађевинарству за локалне општине које покушавају да одрже стабилне путеве и мостове.
Степен меандрирања канала реке, потока или другог водотока мери се његовом синусоидношћу. Синуозност водотока је однос дужине канала и праволинијског растојања низ долину. Потоци или реке са једним каналом и синуозностима од 1,5 или више се дефинишу као вијугави потоци или реке.

## Одсечени меандри
Они постају пробијањем врата активних меандара тако да лук меандра остаје ван хидрографске функције. Лоцирани су у алувијалним равнима равничарских река. Одсечени лук меандра може бити сув или испуњен стајаћом водом и барама. Суви одсечени лук меандра назива се старача а онај испуњен водом мртваја. Они су веома чести облици око Саве, Дрине, Дунава, Тисе, Тамиша, Мораве итд. Изразит пример стараче је Равниште у клисури Великог Тимока, северно од Зајечара. Неготин је смештен у старачи чији је лук дугачак 23 km, а ширина сувог корита 1-1,2 km. Ова старача представља одсечени меандар Дунава око Кобишничког платоа у Неготинској крајини. До пресецања врата меандра дошло је  пре око 10000 година, тј. почетком холоцена. Изразит пример мртваје је Обедска бара, чија је дужина 13,5 km.
Меандри могу бити одсечени и при стварању виших речних тераса. То је случај са одсеченим укљештеним меандрима у долинама усеченим у отпорним стенама. У долинама Црног и Великог Тимока има бројних примера таквих одсечених укљештених меандара. Они су морфолошки потпуно очувани, а запажају се на 40, 60 и 70-75 m изнад данашњег речног корита. Најпознатији меандар овог типа је већ поменуто Равниште чије је просецање извршено у плеистоцену.

## Порекло појма
Термин потиче од кривудаве реке Меандар која се налази у Малој Азији и коју су стари Грци познавали као Μαίανδρος Maiandros (лат. Maeander), коју карактерише веома закривљена стаза дуж доњег тока. Као резултат тога, чак и у класичној Грчкој (и у каснијој грчкој мисли) име реке је постало заједничка именица која значи све замршено и кривудаво, попут украсних шара или говора и идеја, као и геоморфолошке карактеристике. Страбон је рекао: „...његов ток је толико кривудав да се све кривудаво назива меандар.“
Река Меандар је јужно од Измира, источно од старогрчког града Милета, садашњег Милета, Турска. Протиче кроз низ од три грабена у масиву Мендерес, али има плавну равницу много ширу од зоне меандра у свом доњем току. Његово модерно турско име је река Бујук Мендерес.

## Владајућа физика
Меандри су резултат интеракције воде која тече кроз закривљени канал са коритом реке испод. Ово производи хеликоидни ток, у коме се вода креће од спољашње ка унутрашњој обали дуж корита реке, а затим се враћа на спољну обалу близу површине реке. Ово заузврат повећава носивост седимената на спољној обали и смањује је на унутрашњој обали, тако да се седименти еродирају са спољне обале и поново таложе на унутрашњој обали следећег низводног меандра.
Када се течност унесе у првобитно раван канал који се затим савија, бочни зидови изазивају градијент притиска који узрокује да течност промени курс и прати кривину. Одавде се јављају два супротна процеса: (1) иротациони ток и (2) секундарни ток. Да би река вијугала, секундарни ток мора да доминира.
Иротациони ток: Из Бернулијевих једначина, високи притисак резултира малом брзином. Стога, у одсуству секундарног тока, очекивали бисмо ниску брзину флуида на спољашњој кривини и велику брзину флуида на унутрашњој кривини. Овај класични резултат механике флуида је неротациони вртложни ток. У контексту вијугавих река, његовим ефектима доминирају они секундарног тока.
Секундарни ток: Постоји равнотежа сила између сила притиска које су усмерене на унутрашњу кривину реке и центрифугалних сила усмерених на спољну кривину реке. У контексту вијугавих река, гранични слој постоји унутар танког слоја течности који је у интеракцији са речним коритом. Унутар тог слоја и пратећи стандардну теорију граничног слоја, брзина течности је ефективно нула. Центрифугална сила, која зависи од брзине, такође је ефективно нула. Међутим, гранични слој не утиче на силу притиска. Стога, унутар граничног слоја доминира сила притиска и течност се креће дуж дна реке од спољашње кривине до унутрашње кривине. Ово иницира хеликоидни ток: дуж корита реке, течност отприлике прати кривину канала, али је такође потиснута ка унутрашњој кривини; далеко од речног корита, течност такође грубо прати кривину канала, али се, у извесној мери, потискује од унутрашње ка спољашњој кривини.
Веће брзине на спољашњој кривини доводе до већих смичних напона и стога доводе до ерозије. Слично, ниже брзине на унутрашњој кривини узрокују мањи напон смицања и долази до таложења. Тако кривине меандара еродирају на спољној кривини, узрокујући да река постаје све вијугава (све док се не појаве пресечни догађаји). Таложење на унутрашњој кривини се дешава тако да за већину природних вијугавих река, ширина реке остаје скоро константна, чак и док река еволуира.
У говору пред Пруском академијом наука 1926. године, Алберт Ајнштајн је сугерисао да, пошто Кориолисова сила Земље може да изазове малу неравнотежу у дистрибуцији брзина, тако да је брзина на једној обали већа него на другој, што може да изазове ерозију на једној обали и таложење седимента на другој које ствара меандре. Међутим, Кориолисове силе су вероватно безначајне у поређењу са другим силама које делују на стварању речних меандара.

## Геометрија меандра
Технички опис меандарског водотока назива се геометрија меандра или геометрија планске форме меандра. То се карактерише се као неправилан таласни облик. Идеални таласни облици, као што је синусни талас, су дебљине линије, али у случају тока ширина се мора узети у обзир. Ширина обале је растојање преко корита на просечном попречном пресеку на нивоу пуног тока, обично процењено линијом најниже вегетације.

## Формирање
Када канал почне да прати синусоидну путању, амплитуда и конкавност петљи се драматично повећавају. Ово је због ефекта спиралног тока који гура густи еродирани материјал према унутрашњој страни кривине и оставља спољашњу страну кривине незаштићеном и подложном убрзаној ерозији. Ово успоставља позитивну повратну спрегу. Речима Елизабет А. Вуд:
‘... чини се да је овај процес прављења меандара самоинтензивирајући процес... у којем већа закривљеност резултира већом ерозијом обале, што резултира већом закривљеношћу...’
Унакрсна струја дуж дна канала је део секундарног тока и гура густи еродирани материјал ка унутрашњој страни кривине. Унакрсна струја се тада подиже на површину близу унутрашњости и тече ка споља, формирајући спирални ток. Што је већа закривљеност кривине и што је ток бржи, то је попречна струја и замах јачи.
Због очувања угаоног момента брзина на унутрашњој страни кривине је већа него на спољашњој.
Пошто је брзина протока смањена, смањује се и центрифугални притисак. Преовлађује притисак супер-уздигнуте колоне, развијајући неуравнотежен градијент који помера воду назад преко дна споља ка унутра. Ток се доводи до противтока преко површине изнутра ка споља. Цела ова ситуација је веома слична парадоксу чајног листа. Овај секундарни ток преноси седимент са спољашње стране кривине ка унутрашњој, чинећи реку вијугавом.